# Дзаккардо, Кристиан
Кристиа́н Дзакка́рдо (итал. Cristian Zaccardo; 21 декабря 1981, Формиджине, Модена, Эмилия-Романья) — итальянский футболист, правый защитник. Чемпион мира 2006 года.

## Карьера
Был одним из лучших воспитанников «Болоньи», дебютировал за основной состав в 2001 году под руководством Франческо Гвидолин, сразу стал игроком основного состава и был вызван в молодёжную сборную Италии. До этого сезон провёл в аренде в «Специи». В 2004 году перешёл в «Палермо», главным тренером которой был Гвидолин, где стал выступать в основе.
Сезон 2008/09 провел в «Вольфсбурге», с которым он добыл первое чемпионство для клуба, после чего вновь воссоединился с Франческо в «Парме» в 2009 году. За три с половиной сезона провёл 118 матчей и отметился десятью голами.
24 января 2013 года подписал контракт с «Миланом». Трансфер подразумевал переход Джамеля Месбаха в «Парму». В конце летнего трансферного окна 2014 года у «Милана» была договорённость с «Пармой» об обмене Дзаккардо на Бьябьяни, однако футболист отказался. 1 февраля 2015 года забил первый мяч за россонери в матче против «Пармы» (3:1).
Летом 2015 года на правах свободного агента перешёл в «Карпи», подписав контракт на 2 года. В сезоне 2015/2016 провёл 27 матчей за клуб, в которых забил один гол, а «Карпи» вылетел в Серию В.
31 августа 2016 года перешёл в «Виченцу», выступающую в Серии В, на правах аренды с обязательным выкупом. Согласно La Gazzetta dello Sport, Дзаккардо подписал контракт на два года. В новой команде он взял 9 номер. 13 июля 2017 года он разорвал контракт с клубом, став свободным агентом. После этого Дзаккардо разместил своё резюме в одной из социальных сетей в надежде найти для себя новый клуб.
5 октября 2017 стал игроком мальтийского «Хамрун Спартанс».

## Карьера в сборной
Выступал за национальную команду до 16 лет, принял участие в чемпионате Европы 1998 года в Шотландии. В полуфинале забил гол, позволивший итальянцам пройти в финал, где они были обыграны сборной Ирландии.
В 2001 году вошёл в состав молодёжной сборной, участвовавшей в Средиземноморских играх в Тунисе. Также вместе с командой победил на чемпионате Европы 2004 года под руководством Клаудио Джентиле.
Дебютировал в основной сборной 17 ноября 2004 года под руководством Марчелло Липпи. В товарищеском матче команда одержала победу над Финляндией со счётом 1:0. Дзаккардо постоянно вызывался в ряды национальной команды. 8 октября 2005 года забил первый мяч, принесший победу 1:0 над Словенией в отборочном турнире к чемпионату мира 2006 года. На групповом этапе провёл две первых игры, однако забил обидный автогол. Матч с США завершился вничью, а тот мяч стал одним из двух пропущенных Италией на чемпионате. Дзаккардо также появился на поле в игре против Украины в четвертьфинале, а Италия выиграла турнир.
Под руководством Роберто Донадони провёл ещё два матча. Последний раз вышел на поле в футболке сборной 17 октября 2007 года в товарищеской встрече с ЮАР (2:0). Всего провёл 17 матчей, забил два мяча, один из которых в свои ворота на Чемпионате мира в Германии в 2006 году.

## Личная жизнь
Женат на Алессии Серафини. У пары двое детей: Никколо и Джиневра.
У Дзаккарди есть татуировки с именами супруги и детей.
6 марта 2008 года стал почётным гражданином Поллины.

## Достижения
- Чемпион Европы 2004 года в составе молодёжной сборной Италии.
- Чемпион Мира 2006 в составе сборной Италии.
- Победитель Бундеслиги сезона 2008/09 в составе «Вольфсбурга».

## Награды
- Офицер ордена За «заслуги перед Итальянской Республикой» (2006 год)